# 420 Freedom Sampler
 (juillet 2025).
Si vous disposez d'ouvrages ou d'articles de référence ou si vous connaissez des sites web de qualité traitant du thème abordé ici, merci de compléter l'article en donnant les références utiles à sa vérifiabilité et en les liant à la section « Notes et références ».
Albums de Kottonmouth Kings
The Green Album
(2008) Hidden Stash 420
(2009)
420 Freedom Sampler est le quatrième EP des Kottonmouth Kings, sorti le 14 avril 2009.

## Liste des titres
| No | Titre                            | Durée |
| -- | -------------------------------- | ----- |
| 1. | Say Goodbye to the Tangerine Sky | 7:05  |
| 2. | Purple Smoke                     | 4:10  |
| 3. | Can Anybody Hear Me              | 4:26  |
| 4. | Demons                           | 3:49  |